# Oncideres gibbosa
Oncideres gibbosa är en skalbaggsart som beskrevs av Thomson 1868. Oncideres gibbosa ingår i släktet Oncideres och familjen långhorningar. Inga underarter finns listade i Catalogue of Life.